# إرنست بانغ
إرنست بانغ (بالألمانية: Ernst Bunge)‏ هو جندي ألماني، ولد في 29 مايو 1914 في تسيربست في ألمانيا، وتوفي في 12 مايو 1944 في خيرسون في أوكرانيا.